# コカラル堤防

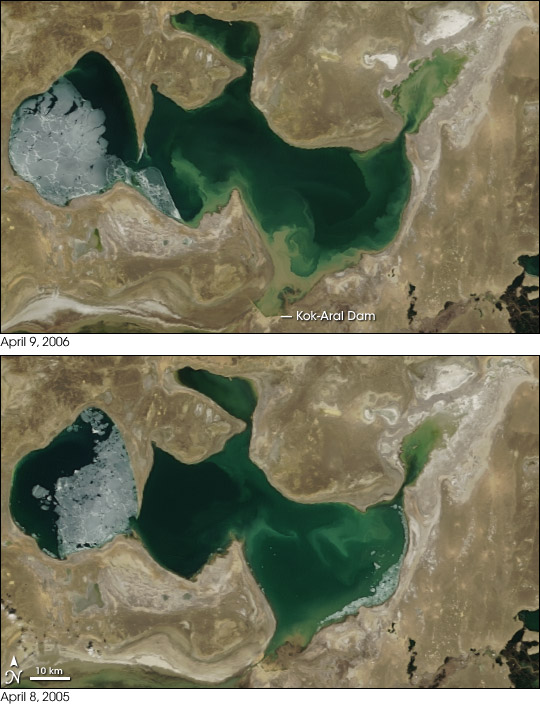
コカラル堤防ができる前（下）と完成後（上）の小アラル海の比較

コカラル堤防（コカラルていぼう、カザフ語: Көкарал бөгеті）は、アラル海に作られた締め切り堤防。その規模からコカラルダムと表現されることもある。北アラル海（小アラル海）の水位を守るために、南アラル海（大アラル海）との間に造られた。

## 概要
アラル海は、ソビエト連邦時代の過剰な灌漑がたたり、水量が激減。既に1990年代にはアラル海がいくつかの小さな湖に分裂し、将来的に消滅が危惧されるようになった。アラル海北側の比較的大きな湖水域（小アラル海）を治めるカザフスタン政府は、湖の水が溢水しないよう2003年より締め切り13kmに及ぶ堤防を建設、2005年に堤防が完成した。
コカラル堤防の完成で、小アラル海の水位は予想よりも早い回復が認められている。一方で下流の大アラル海では、堤防の建設により水位低下が加速していると考えられている。また、ダムの一部は自然保護公園となっている。